# Acropyga berwicki
Acropyga berwicki är en myrart som beskrevs av Wheeler 1935. Acropyga berwicki ingår i släktet Acropyga och familjen myror. Inga underarter finns listade i Catalogue of Life.